# Lama Pai
Lama Pai  (喇嘛派T, 喇嘛派S, lǎmapàiP,  lamapaiW, lett. "Scuola dei Lama" Cantonese la mah paai) è il nome con cui può essere indicato un insieme di stili che hanno avuto le proprie origini da una setta religiosa Buddista Tibetana e che si sono diffusi nell'area del Guangdong e ad Hong Kong. Rientrano in questo gruppo l'omonimo Lama Pai, lo Hop Gar Kuen (俠家拳T, 侠家拳S, xiájiāquánP,  Hsia Chia Ch'uanW, lett. "scuola di pugilato della famiglia Xiá" Cantonese Hahp Ga kyuhn)  e il Pak Hok Pai (白鹤派T, 白鹤派S, báihèpàiP,  Pai He P'aiW, lett. "Scuola della Gru Bianca" Cantonese baahk hohk paai) , quest'ultimo da non confondersi con il Pugilato della Gru Bianca del Fujian.

## Origini dello stile

### Secondo i Membri di Lama Pai e Pak Hok Pai

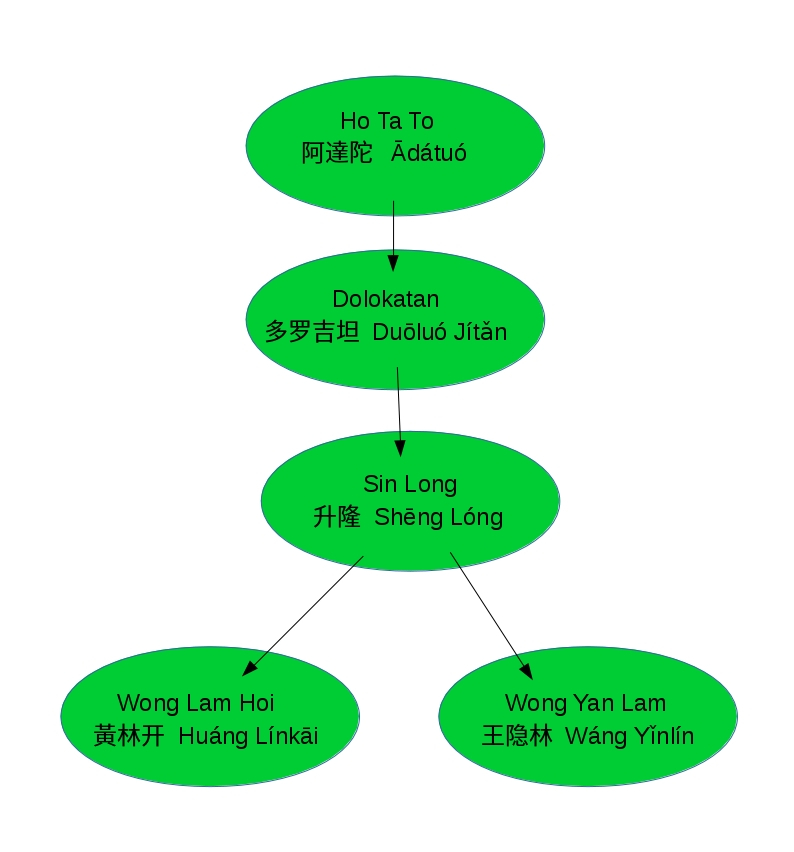
schema della trasmissione secondo i membri di Lamapai e Baihepai

Sulle origini Tibetane della scuola vi è accordo tra le fonti della Lama Pai e quelle della Pak Hok Pai: entrambe riportano che essa proviene dal (獅子吼T, 狮子吼S, shīzihǒuP,  shi tzu houW, lett. "preghiera del Buddha che scuote il mondo come un ruggito di leone" Cantonese si ji hau) , stile fondato da Ho Ta To (阿達陀T, 阿達陀S, ādátuóP,  A-ta-tuoW Cantonese O Daaht Toh).  Ho Ta To era un monaco della setta Vajrayana del Buddismo Tibetano, cioè un Lama, e sarebbe vissuto o durante la dinastia Yuan o durante la dinastia Ming. Ho Ta To creò lo stile dopo aver osservato il combattimento tra una Gru Bianca e una Scimmia, da cui trasse ispirazione. Ho Ta To trasmise le sue conoscenze al monaco Dolokatan (多羅吉坦T, 多罗吉坦S,  Duōluó Jítǎn P,  Tuo-luo Chi-t'an W cantonese Doloh Gattaan). Durante la dinastia Qing (circa 1860 d.C.) della scuola era depositario era il reverendo Sin Long  (升隆长老T, 升隆长老S,  Shēng Lóng Chánglǎo P,  Sheng Long Chang-lao  W Cantonese Sing Luhng jeung-louh), a cui si deve la trasmissione dello stile nell'area di Guangdong.

### Secondo i Membri di Hop Gar
In questo ramo si tramanda che lo stile provenga dal Monte Emei e che sia stato insegnato da Li Huzi (李胡子) e tramandato al monaco Wang Yinlin (王隐林) nel tempio Qingyunsi (庆云寺) presso la montagna Dinghushan (鼎湖山) nel Guangdong. Questo monaco studiò arti marziali nel tempio per dieci anni, dopo dei quali riprese la vita secolare e aprì una scuola di arti marziali a Canton.
Anche per i praticanti di Pak Hok Pai lo stile fu trasmesso su quella montagna in quel tempio, di cui rendono il nome in Hing Wan.

### Wong Yan Lam e Wong Lam Hoi
Due personaggi cruciali in tutte le versioni delle origini furono Wong Lam Hoi (黃林開T, 黃林开S,  Huáng Línkāi P,  Huang Lin-kai  W Cantonese Wohng Lahm-hoi) e Wong Yan Lam (王隱林T, 王隐林S,  Wáng Yǐnlín P,  Wang Yin-lin W, cantonese Wohng Yanlahm).
Secondo la versione della Lama Pai i due sarebbero stati entrambi allievi Cinesi del reverendo Sin Long, il cui stile di pugilato era conosciuto come Lama Pai.
Secondo il racconto dell'Hop Gar essi avevano lo stesso cognome (Wáng Yǐnlín 王隐林 e Wáng Línkāi 王林开, Wáng è uno dei cognomi più diffusi in Cina) e Wong Yan Lam è descritto come insegnante di Wong Lam Hoi.
Nel libro Pak Hok Pai si riferisce che Wong Yan Lam fu allievo di Sin Long assieme a Chu Chi Yu (朱子堯T, 朱子尧S, Zhū ZǐyáoP,  Chu Tzu YaoW Cantonese Jyu Ji Yiuh)  e Chan Yan (陈荫T, 陈荫S, Chén YìnP, Chen InW Cantonese Chahn Yam) . Wong Lam Hoi dapprima divenne studente di Chu Chi Yu e poi seguì direttamente gli insegnamenti di Sin Long.

### Le Ramificazioni
L'articolo From Monks to Palace Guards: Tibet's Misterious Martial Arts riporta che a partire dagli allievi di Wong Yan Lam e Wong Lam Hoi lo stile si è diviso in tre ramificazioni separate, con tre nomi differenti: 
- il Lama Pai trasmesso da Jyu Chyuhn (朱亦傳 T, 朱亦传 S, Zhū YìchuánP,  Chu I-ch'uanW Cantonese Jyu Yihk Chyuhn) allievo di Wong Lam Hoi;
- il Pak Hok Pai insegnato da Ng Siu Chung (吳肇锺T, 吴肇锺S, Wú ZhàozhōngP,  Wu Chao-chongW Cantonese Hng Siuh-jung), anch'egli allievo di Wong Lam Hoi;
- lo Hop Gar Kuen tramandato da Choy Hit Gung (蔡懿恭T, 蔡懿恭S,  Cài Yìgōng P,  Cai I kung W cantonese Choi Yi Gung) e Ng Yim Ming (伍冉明T, 伍冉明S,  Wǔ Rǎnmíng P,  Wu Ran-ming W) , entrambi allievi di Wong Yan Lam.

Purtroppo le altre fonti attribuiscono diversamente le ramificazioni tanto da rendere difficile ricostruire chi utilizza un nome piuttosto di un altro.
Per esempio, secondo un libro compilato sotto la direzione di Lo Wai Keung  a continuare ad utilizzare il nome Lama Pai sono stati Lei Ying Chuen(李英泉 Lǐ Yīngquán), Wong Lun (王伦 Wáng Lún, anche conosciuto come 王敬初 Wáng Jìngchū) e Choi Yit Gung.

#### Lama Pai

##### I Taolu
Questi sono i nomi delle sequenze (Taolu) a mano nuda descritti dal libro compilato sotto la direzione di Lo Wai Keung:
- sequenza di pugilato dell'attendente di Buddha (金剛拳 T, 金刚拳 S, jīngāngquánP,  chin kang ch'uanW in Cantonese gam gong kyuhn);
- sequenza di pugilato degli Arhat(羅漢拳 T, 罗汉拳 S, luóhànquánP,  luo han ch'uanW in Cantonese loh hon kyuhn);
- sequenza di pugilato che esce dalla grotta (出洞拳 T, 出洞拳 S, chūdòngquánP,  ch'u tung ch'uanW in Cantonese cheut duhng kyuhn);
- sequenza di pugilato del passo di guerra (步戰拳 T, 步战拳 S, bùzhànquánP,  pu chan ch'uanW in Cantonese bouh jin kyuhn);
- sequenza di pugilato di attacco e difesa (攻守拳 T, 攻守拳 S, gōngshǒuquánP,  kung shou ch'uanW in Cantonese gung sau kyuhn);
- sequenza di colpi delle sei libertà  (六通捶 T, 六通捶S, liùtōngchuíP,  liu tong chuiW in Cantonese luhk tung cheuih);
- sequenza di pugilato della campana d'oro (金鐘拳 T, 金钟拳 S, jīnzhōngquánP,  chin chong ch'uanW in Cantonese gam jung kyuhn);
- sequenza di pugilato degli otto metodi (八法拳 T, 八法拳 S, bāfǎquánP,  pa fa ch'uanW in Cantonese baat faat kyuhn);
- sequenza di pugilato del colpire e avvicinarsi (靠打拳 T, 靠打拳 S, kàodǎquánP, k'ao ta ch'uanW in Cantonese kaau da kyuhn);
- sequenza di colpi dell'accerchiamento (重圍捶 T, 重围捶 S, chóngwéichuíP, chong wei chuiW in Cantonese chuhng waih cheuih); ecc.
- sequenza di pugni degli otto poli morbidi (柔子八極拳T, 柔子八极拳S, róuzǐbājíquánP, rou tsu pa chi ch'uanW in Cantonese yauh ji baat gihk kyuhn);ecc.

Questo un elenco di armi secondo la stessa fonte:
- bastone di pianura (平原棍T, 平原棍S, píngyuángùnP, p'ing yuen kunW in Cantonese pihng yuhn gwan);
- bastone al livello delle sopracciglia (齊眉棍T, 齐眉棍S, qíméigùnP, chi mei kunW in Cantonese chaih meih gwan);
- (bastone) due draghi un solo soffio (雙龍一氣T, 双龙一气S, shuānglóngyīqìP, shuang lung i chiW in Cantonese seung luhng yat hei);
- mazza del drago che si nasconde (潛龍棒T, 潜龙棒S, qiánlóngbàngP, shuang lung i chiW in Cantonese chihm luhng paahng);

##### Lignaggio del Lama Pai
Come si accennava nella descrizione delle tre ramificazioni, non tutte le fonti concordano, perciò il lignaggio che segue non concorda con quanto riportato nell'articolo From Monks to Palace Guards: Tibet's Misterious Martial Arts, in questo caso a tramandare il nome Lama Pai sarebbero Jyu Chyuhn (朱亦传 Zhū Yìchuán) e Choi Yit Gung (蔡懿恭, Cài Yìgōng).

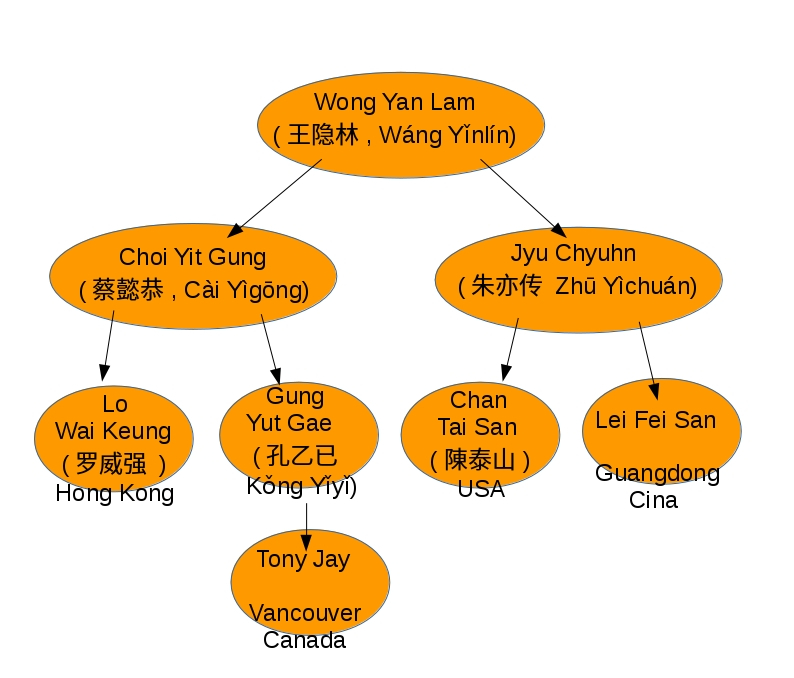
Lignaggio del Lama Pai

- Wong Yan Lam  (王隐林, Wáng Yǐnlín) - Jyu Chyuhn (朱亦传 Zhū Yìchuán)- Chan Tai San[12] (陳泰山 Chén Tàishān, USA);
- Wong Yan Lam  (王隐林, Wáng Yǐnlín) - Jyu Chyuhn (朱亦传 Zhū Yìchuán)- Lei Fei San (Guangdong, China);
- Wong Yan Lam  (王隐林, Wáng Yǐnlín) - Choi Yit Gung (蔡懿恭, Cài Yìgōng)- Lo Wai Keung (罗威强 Luó Wēiqiáng, Hong Kong);
- Wong Yan Lam  (王隐林, Wáng Yǐnlín) - Choi Yit Gung (蔡懿恭, Cài Yìgōng)- Gung Yut Gae (孔乙已 Kǒng Yǐyǐ)  - Tony Jay (Vancouver, Canada).

Lo Schema a fianco aiuta ad avere uno sguardo di insieme su questi dati che sono presentati in maniera frammentaria.

###### Jyu Chyuhn
Jyu Chyuhn (朱亦傳) (1892-1980) è nato nell'area di Toi-San in Guangdong . Studiò una gran varietà di stili tra cui il Cailifo sotto la guida di Chan Goon-Bahk (陈官伯 Chén Guānbó), figlio del fondatore, Chan Heung. Jyu Chyuhn inizialmente apprese il Lama Pai sotto la direzione di Wong Lam-Hoi (黄林開) e in seguito sotto quella di Wong Yan-Lam (王隐林) poi tornò in Guangdong. In seguito, Jyu Chyuhn si interessò di Buddhismo e si ritirò nel Monastero delle Nuvole Limpide (清云寺 Qīngyúnsì).Secondo un'intervista al quarto figlio, questi sono gli allievi di Jyu Chyuhn: Gong Kwan-San; Lei Lun-San; Leu Yuk-San; Lei Sek-San; Lei Chiu-San;Jyu Wu-San; Jyu Wan-San; Lei Git-San;Jyu Ching San; Lei Wai-San; Lei Fei-San; Chan Tai-San.

###### Chan Tai San
Chan Tai San (陳泰山 Chén Tàishān) è nato nel 1920 nella contea di Toisan (台山 Táishān) in Guangdong. Esperto di Lama Pai e di Cailifo. Egli fu allievo di Jyu Chyuhn. È morto nel 2004.

#### Pak Hok Pai
La creazione del ramo Pak Hok Pai (白鹤派T, 白鹤派S, báihèpàiP,  Pai He P'aiW, lett. "Scuola della Gru Bianca" Cantonese baahk hohk paai) è attribuita a Nhg Siu Chung (吴英鍾 Wú Yīngzhōng) che cambiò il nome dello stile in Pak Hok Pai (Pak: bianco - Hok: gru - Pai: sistema) in quanto la maggioranza delle tecniche si ispirano e riproducono i movimenti evasivi della gru e per simboleggiare l'aspetto salutare del sistema in quanto la gru bianca in Cina è simbolo di lunga vita.

##### Nhg Siu Chung
Nhg Siu Chung (吴英鍾 Wú Yīngzhōng) fu allievo di Wong Lam Hoi 黄林開 e Chu Chi Yui 朱子堯.
Fondò la Hong Kong Pak Hok Pai Athletic Federation ed ebbe molti studenti tra cui i più famosi furono Kwong Bon Fu (鄺本夫 Kuàng Běnfū), Lok Ci Fu (陆智夫 Lù Zhìfū), Au Wing Nim (區永年 Ōu Yǒngnián), Tang Chak Ming, Ng Ying Kam (吴英錳 Wú Yīngměng), Leung Chi Am, Chan Hak Fu (陈克夫 Chén Kèfū) e Kwan Tak Hin (关德兴 Guān Déxìng, divenuto poi attore famoso per aver interpretato il ruolo di Wong Fei Hung in Huáng Fēihóng xǐngshī huì qílín 黄飞鸿醒狮会麒麟 - era conosciuto inoltre per l'abilità posseduta nell'utilizzo della frusta).
Con Ng Siu Chung lo stile ebbe molta notorietà. Molto popolare fu anche il combattimento avvenuto a Macao nel 1954 tra Chan Hak Fu (陈克夫 Chén Kèfū) del Pak Hok Pai e Nhg Gung-Yee (吴公仪 Wú Gōngyí) dello stile Wu di Taijiquan.
Alla morte di Ng siu Chung molti allievi si divisero aprendo a loro volta federazioni e rischiando di disperdere lo stile.
Oggi non è stato designato ufficialmente il Chen Mun Yan, il discendente diretto e depositario dello stile, e l'ultimo ufficialmente riconosciuto risulta essere stato Ng Siu Chung appunto.
Si Tai Po (la grande mamma), moglie di Ng Siu Chung, venuta a mancare nel 2010, ha riconosciuto come erede dello stile e depositario dell'intero sistema tibetano della gru bianca il maestro Cheung Kwok Wah (张国华, Zhāng Guóhuá), il quale ha studiato lo stile come allievo diretto di Ng siu Chung (吴英鍾 Wú Yīngzhōng), Au Wing Nim (區永年 Ōu Yǒngnián), Ng Ying Kam (吴英錳 Wú Yīngměng) e poi anche di Tang Chiak Ming. Il maestro Tang Cha Mings era l'allievo anziano del maestro Ng Siu Chung,ed ha insegnato tutto lo stile, che lui conosceva, integro e originale al suo allievo Yau Yu Kong.
Oggi lo stile è largamente diffuso nel mondo sotto varie genealogie, le quali fanno tutte riferimento al Gran Maestro Ng Siu Chun. Lo stile è presente in Europa, Stati Uniti, America Latina, Israele, Filippine, Indonesia, Australia, Hong Kong.

##### Caratteristiche
Il sistema inizialmente si basava su otto tecniche di braccia fondamentali nel tentativo di utilizzare metodi semplici ed efficaci, simili a quelli visti usare dalla gru bianca per difendersi.
Ho Ta To trasmise le sue conoscenze al monaco Dolokatan il quale mantenendo la filosofia di base ridisegnò i movimenti aumentando la complessità portando a 10 le tecniche di braccia inserendo anche le tecniche di gamba.
Lo stile è caratterizzato da movimenti di braccia lunghe e potenti, da un gioco di gambe molto vivace. In pratica viene utilizzato il movimento evasivo del busto, tipico della gru, insieme al gioco di gambe potenti colpi tipici della scimmia.

###### Principi Fondamentali
Secondo l'articolo Nánquán Gèmén Gèpài 南拳各门各派 questo stile segue quattro principi che regolano la tecnica (geih faat, 技法  jìfǎ) e quattro principi che regolano l'intenzione (sam faat, 心法  xīnfǎ).
I principi fondamentali dell'intenzione sono:
- evasività[18]
- intercettare[19]
- penetrare[20]
- determinazione[21]

Chris Crudelli descrive così tali principi:
(Chris Crudelli,  The Way of the Warrior)
I principi fondamentali della tecnica sono:
- tiu (挑 tiāo), cioè portare a bilanciere;
- ga (架 jià), cioè struttura, telaio;
- nihm (黏 nián) cioè appiccicoso;
- buht (拨 bō), cioè muovere con la mano, un piede o un bastone.

###### Tecniche di Mano
Per Carlo Tonti queste sono le tecniche fondamentali delle mani:
- colpo diretto(正搥T, 正搥S, zhèngchuíP, tseng chuiW in Cantonese jing cheuih);
- colpo di cannone(炮搥T, 炮搥S, pàochuíP, p'ao chuiW in Cantonese paau cheuih);
- colpo che prende(擒搥T, 擒搥S, qínchuíP, ch'in chuiW in Cantonese kahm cheuih);
- colpo a chiodo(釘搥T, 钉搥S, dīngchuíP, ting chuiW in Cantonese ding cheuih);
- colpo frustato(鞭搥T, 鞭搥S, biānchuíP, pian chuiW in Cantonese bin cheuih);
- colpo infilato nelle maniche(袖搥T, 袖搥S, xiùchuíP, hsiu chuiW in Cantonese jauh cheuih);
- colpo che prende e che penetra(穿擒搥T, 穿擒搥S, chuānqínchuíP, chuan ch'in chuiW in Cantonese chyun kahm cheuih);
- artiglio di tigre(虎爪T, 虎爪S, hǔzhǎoP, hu chaoW in Cantonese fu jaau);
- colpo fendente(劈搥T, 劈搥S, pīchuíP, p'i chuiW in Cantonese pek cheuih).

Secondo il Bai He Pai Martial Arts Research Center le tecniche fondamentali di pugno sono otto:
- penetrare(穿T, 穿S, chuānP, chuanW in Cantonese chyun);
- gettare(抛T, 拋S, pāoP, p'aoW in Cantonese paau);
- infilare(扱T, 扱S, chāP, chaW in Cantonese kap);
- frusta(鞭T, 鞭S, biānP, pianW in Cantonese bin);
- chiodo(釘T, 钉S, dīngP, tingW in Cantonese ding);
- staffilare(抽T, 抽S, chōuP, ch'ouW in Cantonese jau);
- fendente(劈T, 劈S, pīP, p'iW in Cantonese pek);
- scagliare(射T, 射S, shèP, sheW in Cantonese seh).

##### I Taolu
Questo è un elenco di sequenze a mano nuda descritto in New Martial Hero Magazine Europe:
- sequenza di pugni delle sei forze (六力拳 T, 六力拳 S, liùlìquánP, liu li ch'uanW in Cantonese luhk lihk kyuhn);
- sequenza di pugni della meteora (流星拳T, 流星拳S, liúxīngquánP, liu hsing ch'uanW in Cantonese lauh sing kyuhn);
- sequenza di pugni della gru che vola (飛鶴拳T, 飞鹤拳S, fēihèquánP, fei he ch'uanW in Cantonese fei hohk kyuhn);
- sequenza di pugni dei passi per entrare assalendo (擊入步拳T, 击入步拳S, jīrùbùquánP, chi ru pu ch'uanW in Cantonese gik yahp bouh kyuhn);
- sequenza di pugni del temperare il ferro (铁鍊拳T, 铁鍊拳S, tiěliànquánP, tie lian ch'uanW in Cantonese tit lihn kyuhn);
- piccola sequenza di pugni delle cinque forme (小五形拳T, 小五形拳S, xiǎo wǔxíngquánP, hsiao wu hsing ch'uanW in Cantonese siu hng yihng kyuhn);
- grande sequenza di pugni delle cinque forme (大五形拳T, 大五形拳S, dà wǔxíngquánP, ta wu hsing ch'uanW in Cantonese daaih hng yihng kyuhn);
- sequenza di pugni degli otto immortali (八仙拳T, 八仙拳S, bāxiānquánP,  pa hsian ch'uanW in Cantonese baat sin kyuhn);
- sequenza di pugni delle sei gru (六鶴拳T, 六鹤拳S, liùhèquánP, liu he ch'uanW in Cantonese luhk hohk kyuhn);
- sequenza di pugni dell' Orsa Maggiore (天罡拳T, 天罡拳S, tiāngāngquánP, tian kang ch'uanW in Cantonese tin gong kyuhn);
- sequenza di pugni dell'attendente di Buddha (金剛拳 T, 金刚拳 S, jīngāngquánP,  chin kang ch'uanW in Cantonese gam gong kyuhn);
- piccola sequenza di pugni degli Arhat(小羅漢拳 T, 小罗汉拳 S, xiǎo luóhànquánP, hsiao luo han ch'uanW in Cantonese siu loh hon kyuhn);
- grande sequenza di pugni degli Arhat(大羅漢拳 T, 大罗汉拳 S, dà luóhànquánP, ta luo han ch'uanW in Cantonese daaih loh hon kyuhn);
- sequenza di pugni a terra dello spirito diabolico (地煞拳T, 地煞拳S, dìshàquánP, ti sha ch'uanW in Cantonese deih saat kyuhn);
- sequenza di pugni dei quattro grandi attendenti di Buddha (四大金剛拳 T, 四大金刚拳 S, sì dà jīngāngquánP, szu ta chin kang ch'uanW in Cantonese sei daaih gam gong kyuhn);
- sequenza di pugni degli otto immortali ubriachi sui pali (高樁醉八仙拳T, 高桩醉八仙拳S, gāozhuāng zuì bāxiānquánP,  kao chuang ts'ui pa hsien ch'uanW in Cantonese gou jong jeui baat sin kyuhn);
- sequenza di pugni dell' Arhat che esce dalla grotta (羅漢出洞拳 T, 罗汉出洞拳 S, luóhànchūdòngquánP, luo han ch'u tung ch'uanW in Cantonese loh hon cheut duhng kyuhn);
- sequenza di pugni morbida dell'ago infilato nel cotone (棉里針柔拳T, 棉里针柔拳S, miánlǐzhēnróuquánP,  mien li chen rou ch'uanW in Cantonese mihn leih jam yauh kyuhn);

##### Lignaggio Pak Hok Pai
I seguenti elenchi riprendono diverse linee di trasmissione, ma sempre a partire dal terzo maestro, cioè Nhg Siu-Chung (吴英鍾 Wú Yīngzhōng).
- Wong Lam Hoi (黃林開 Huáng Línkāi) /Chu Chi Yu (朱子堯 Zhū Zǐyáo)- Nhg Siu-Chung (吴英鍾 Wú Yīngzhōng)- Kwong Bon Fu (鄺本夫 Kuàng Běnfū)- Luk Chi Fu (陸智夫 Lù Zhìfū)- Luk Chu Mao
- Wong Lam Hoi (黃林開 Huáng Línkāi) /Chu Chi Yu (朱子堯 Zhū Zǐyáo)- Nhg Siu-Chung (吴英鍾 Wú Yīngzhōng)- Chan Hak Fu (陈克夫 Chén Kèfū)
- Wong Lam Hoi (黃林開 Huáng Línkāi) /Chu Chi Yu (朱子堯 Zhū Zǐyáo)- Nhg Siu-Chung (吴英鍾 Wú Yīngzhōng)- Kwong Bon Fu (鄺本夫 Kuàng Běnfū)- Vincent Chow (Canada)
- Wong Lam Hoi (黃林開 Huáng Línkāi) /Chu Chi Yu (朱子堯 Zhū Zǐyáo)- Nhg Siu-Chung (吴英鍾 Wú Yīngzhōng)- Au Wing Nim(區永年 Ōu Yǒngnián) - Cheung Kwok Wah (张国华 Zhāng Guóhuá)- Carlo Tonti (Europa)

- Wong lam hoi (黃林開 Huáng Línkāi) / Chu Chi Yu (朱子堯 Zhū Zǐyáo)- Nhg Siu Chung (吴英鍾 Wú Yīngzhōng)- Tak Ciak Ming - Yau Yuk Kong  (Hong Kong) Alessandro Nardozza (Europa)-(Svizzera)-(Italia).

#### Hop Gar Kuen
Wong Yan Lam studiò arti marziali nel tempio per dieci anni, dopo dei quali riprese la vita secolare e aprì una scuola di arti marziali a Canton dove ebbe come allievi: Wang Hanrong (王汉荣), Wang Jingchu (王敬初), Cai Yigong (蔡以公), Wang Linkai (王林开), Pan Jian (潘鉴), ecc. Il figlio di Deng Longzhi (邓龙之), un famoso maestro di Hongjiaquan, Deng Jintao (邓锦涛) apprese lo Xiajiaquan da Wang Jingchu e lo trasmise a sua volta a suo figlio Deng Zhenjiang (邓镇江). Sembra che agli inizi la scuola di Wong Yan Lam fosse chiamata Hop Gar Kuen (俠家拳T, 侠家拳S, xiájiāquánP,  Hsia Chia Ch'uanW, lett. "scuola di pugilato della famiglia Xiá" Cantonese Hahp Ga kyuhn) seguendo l'ideale Muoviti come un cavaliere e combatti per la giustizia.

##### Caratteristiche
Secondo l'articolo Nanquan, l'Hop Gar si distingue per posizioni grandi, tecniche degli avambracci lunghe,  emissioni lunghe. Le tecniche di avambraccio rivestono il ruolo principale. Veloce nei movimenti e feroce nell'emissione di forza, vivido nella tecnica corporea e alto negli spostamenti.
Queste sono le principali tecniche con le mani: 
- pugno stabile(定拳T, 定拳S, dìngquánP, ting ch'uanW in Cantonese dihng kyuhn);
- colpo frustato(鞭搥T, 鞭搥S, biānchuíP, pian chuiW in Cantonese bin cheuih);
- artiglio di tigre(虎爪T, 虎爪S, hǔzhǎoP, hu chaoW in Cantonese fu jaau);
- mano dell'Orsa Maggiore(天罡手T, 天罡手S, tiāngāngshǒuP, tien kang shouW in Cantonese tin gong sau);ecc.

Questo è l'elenco delle posizioni più importanti:
- passo ad arco(弓步T, 弓步S, gōngbùP, kung puW in Cantonese gung bouh);
- passo ad arco obliquo(橫弓步T, 横弓步S, hénggōngbùP, h'eng kung puW in Cantonese waahng gung bouh);
- passo della tigre(虎步T, 虎步S, hǔbùP, hu puW in Cantonese fu bouh);
- passo iniziale(开立步T, 开立步S, kāilìbùP, kai li puW in Cantonese hoi laahp bouh);
- passo del cavaliere girando la testa(扭馬步T, 扭马步S, niǔmǎbùP, niu ma puW in Cantonese nau mah bouh);
- passo che cade(仆步T, 仆步S, pūbùP, p'u puW in Cantonese puk bouh);
- passo a (forma di) ideogramma Nu(女字步T, 女字步S, nǚzìbùP, nu tzu puW in Cantonese neuih jih bouh);ecc.

##### Taolu
Le forme Taolu di questo stile sono: 
- sequenza di dodici avambracci(十二支橋T, 十二支桥S, shí'èrzhīqiáoP, shi er chi chiaoW in Cantonese sahp yih ji kiuh);
- piccola sequenza di pugni degli Arhat(小羅漢拳 T, 小罗汉拳 S, xiǎo luóhànquánP, hsiao luo han ch'uanW in Cantonese siu loh hon kyuhn);
- grande sequenza di pugni degli Arhat(大羅漢拳 T, 大罗汉拳 S, dà luóhànquánP, ta luo han ch'uanW in Cantonese daaih loh hon kyuhn);
- la tigre e la gru si combattono(虎鶴相斗T, 虎鹤相斗S, hǔhèxiāngdǒuP, hu he hsiang touW in Cantonese fu hohk seung dau);
- sciabola singola della famiglia dell'Eroe Cavalleresco(俠家單刀T, 侠家单刀S, xiájiādāndāoP, hsia chia tan taoW in Cantonese haahp ga daan dou);
- lancia con impugnatura a sinistra(左把槍T, 左把枪S, zuǒbǎqiāngP, tsuo pa chiangW in Cantonese jo ba cheung);
- lancia dei nove punti e tredici figure col suono del bastone(九點十三槍響棍T, 九点十三枪响棍S, jiǔdiǎnshísānqiāngxiǎnggùnP, chiu tian shih san chiang hsiang kunW in Cantonese gau dim sahp saam cheung heung gwan);
- bastone del drago giallo(黃龍棍T, 黄龙棍S, huánglónggùnP, huang lung kunW in Cantonese wohng luhng gwan);

ecc.